# Pick-up

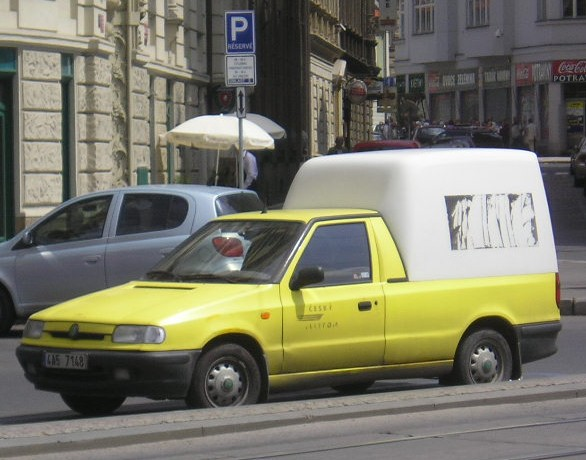
Škoda Felicia Pick-up

Pick-up je druh užitkové automobilové karoserie. Prostor pro náklad je původně odkrytý, ale může na něj být namontována krycí nástavba. Takovýto automobil je vybaven tvrdšími tlumiči pro převoz těžších nákladů. Pick-upy jsou často robustnější než dodávkové automobily. V Evropě jsou pick-upy často odvozeny od osobních automobilů a slouží zejména k přepravě zboží. V USA mají pick-upy významné místo v kultuře. Prodej pick-upů je zde populární a nahrazuje v některých oblastech i prodej osobních automobilů.

## Historie
Prvním pick-upem byl automobil Ford model T s užitkovou karoserií. Později jej vystřídal model A.

## Typy

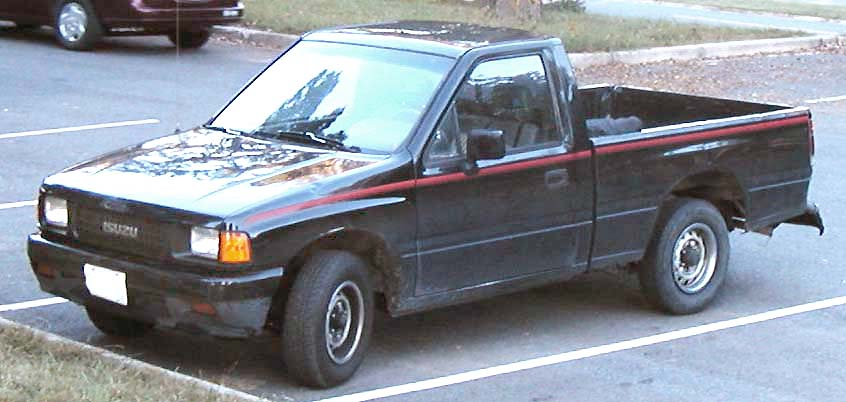
Isuzu Campo

### Kompaktní pick-upy
Prodávají se po celém světě. Hlavním producentem jsou japonské automobilky. Automobily technicky vycházejí z terénních automobilů. Japonské automobilky vyráběly tyto vozy pro vývoz do USA. Zde se jejich vozy prodávaly pod značkami místních automobilek. V Evropě jsou tyto vozy oblíbené zejména v zemědělské nebo lesnické sféře. Západoevropské automobilky tento segment příliš nenabízely. Naopak široká nabídka existovala v zemích východního bloku. Zde tyto vozy produkovaly automobilky Lada, UAZ nebo ARO.
- Ford Ranger
- Nissan Navarra
- Toyota Hilux
- Lada Niva Pick-up
- Mitsubishi L200

### Velké pick-upy

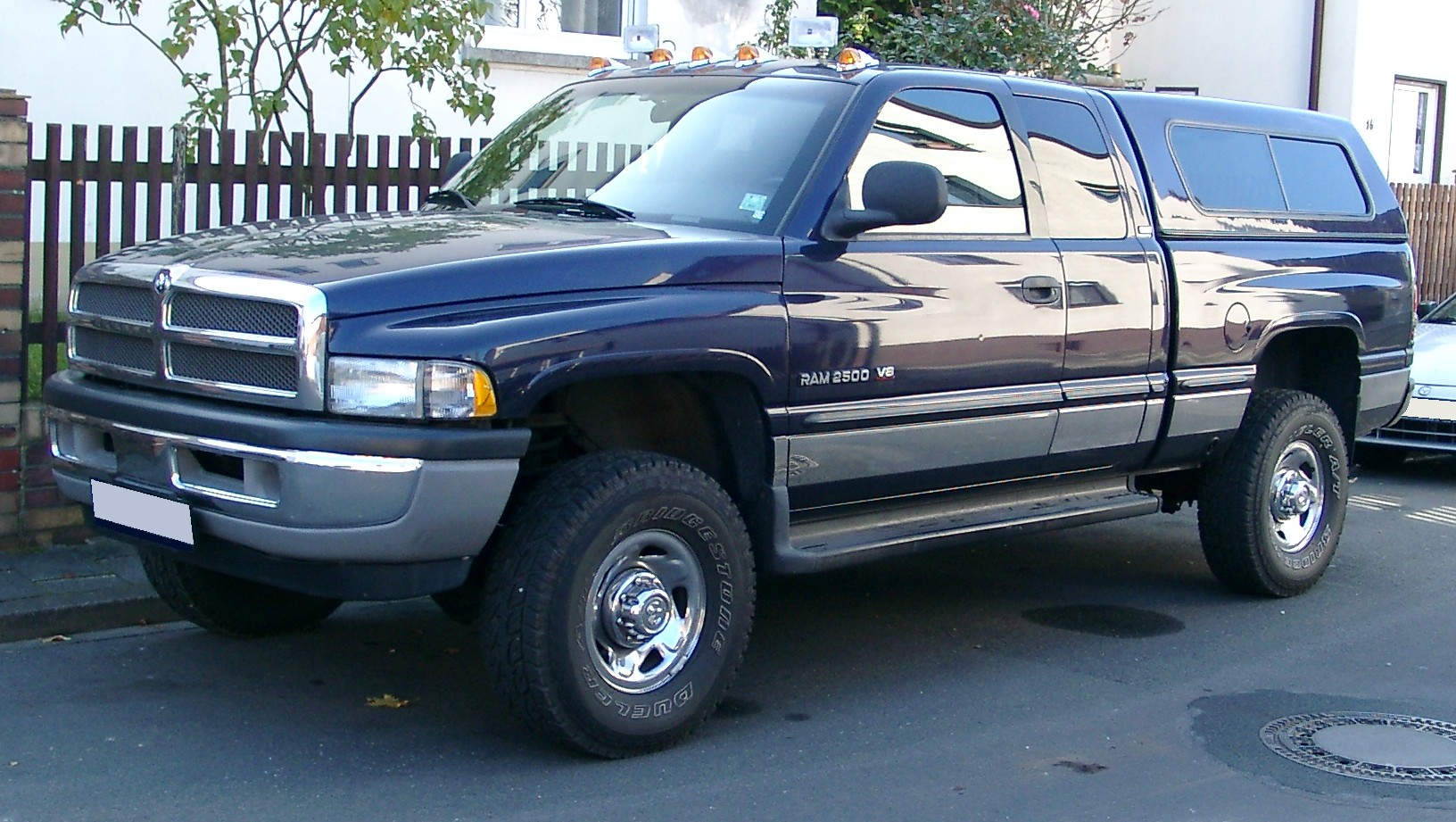
Dodge RAM

Vyrábějí a prodávají se zejména v USA. Mají velké rozměry a velkou užitnou hmotnost. Mohou být upraveny také jako tahače menších návěsů. Ve Spojených státech se těší značné oblibě a jsou zde využívány i jako osobní vozy. To dokládá i fakt, že Ford F150 byl několik let nejprodávanějším vozem v USA. Obliba je tak velká, že v USA se z těchto automobilů odvozují různé limitované edice. V současné době se na americký trh snaží prosadit i asijské automobilky se svými typy.
- Chevrolet Silverado
- Dodge RAM
- Ford F

### Středně velké pick-upy
Opět jsou oblíbené ve Spojených státech. Vyrábějí se od 80. let. Prvním středním pick-upem byla Dodge Dakota.
- Chevrolet Colorado
- Dodge Dakota
- Hummer H3T

### Užitkové kupé
Vozy určené pro prodej v USA a v Austrálii. Jsou odvozeny z osobních vozů. Mají dvou- nebo čtyřdveřovou karoserii a odkrytý nákladový prostor.

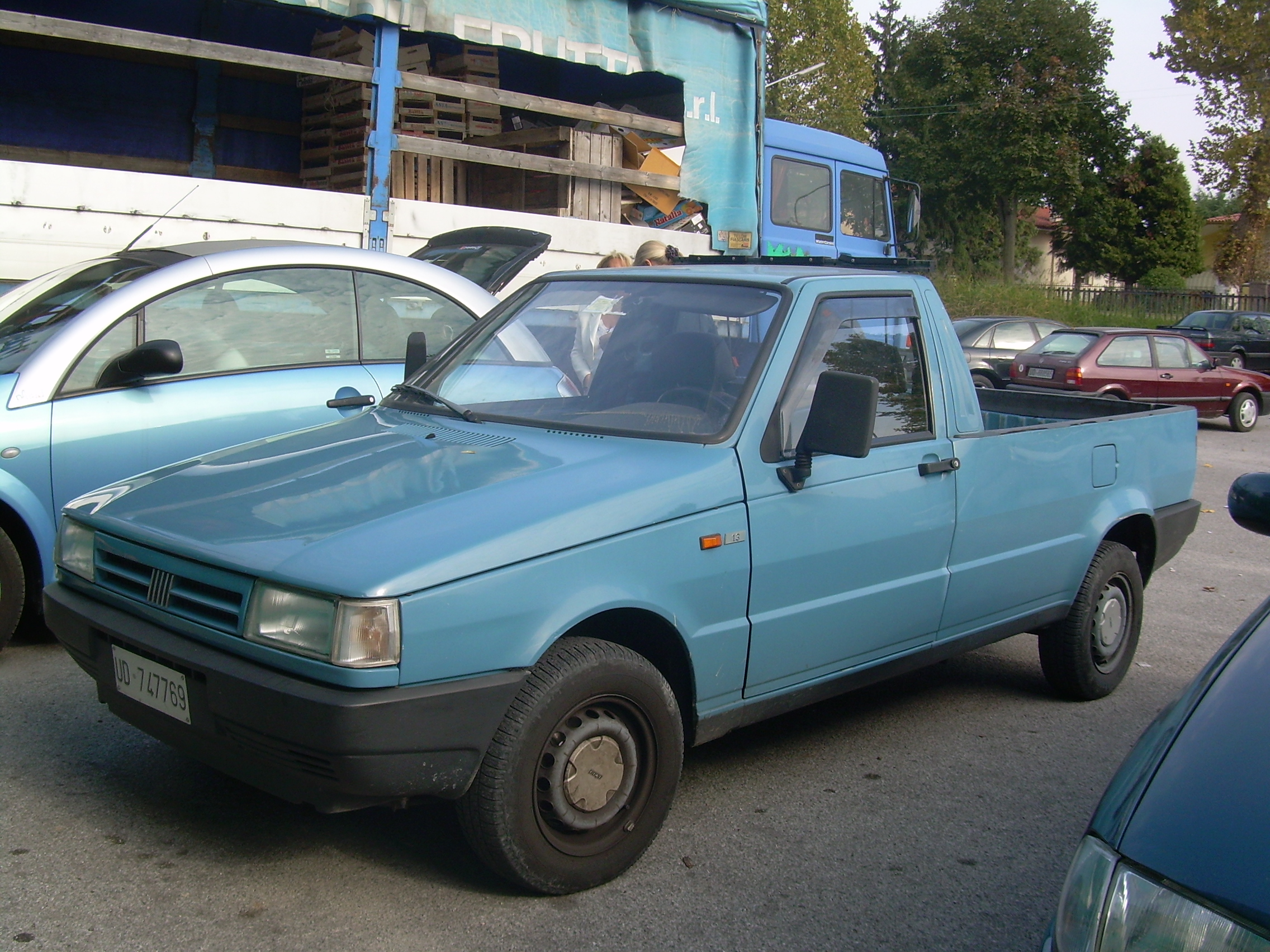
Fiat Fiorino

- Subaru Baja
- Chevrolet El Camino
- Ford Falcon

### Evropské pick-upy
Jedná se o užitkové vozy odvozené z osobních automobilů. Obvykle se jedná o malé vozy nebo vozy nižší střední třídy.

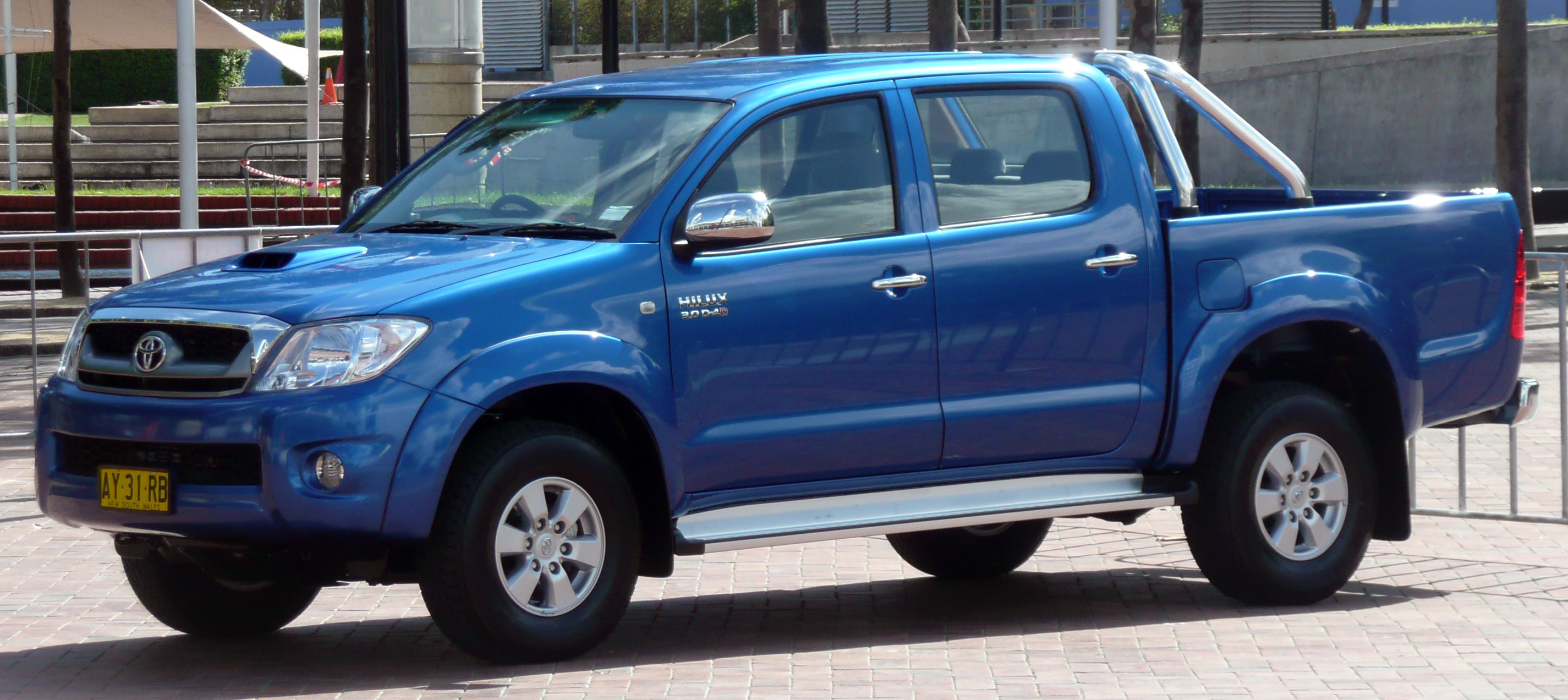
Toyota Hilux (dvojitá kabina)

- Dacia Logan Pick-up
- Fiat Strada
- Polonez Truck
- Seat Inca
- Škoda Pick-up
- Volkswagen Caddy
- Volkswagen Amarok

## Typy kabin
- Standardní kabina – klasická dvoudveřová kabina pro 2 až 3 pasažéry.
- Prodloužená kabina – jako standardní, ale za sedadly je ještě odkládací prostor.
- Dvojitá kabina – čtyřdveřová kabina pro 5 cestujících. Takovéto pick-upy mají často menší úložný prostor.
- Trambusová kabina – vyskytuje se na pick-upech odvozených z dodávkových automobilů, kde řidič sedí nad přední nápravou. Tento typ kabiny měly například první 3 generace Volkswagenu Transporter.